# Felipe Franco Munhoz
Felipe Franco Munhoz (São Paulo, 4 de março de 1990) é um escritor e tradutor brasileiro.

## Carreira

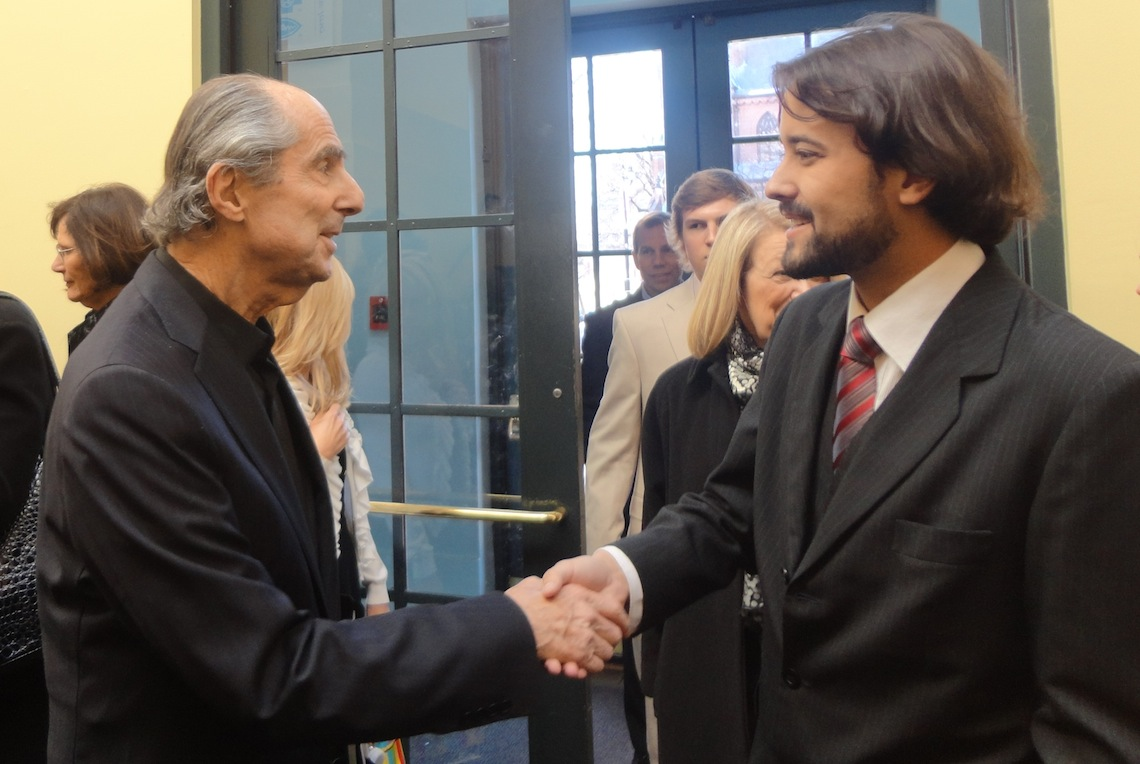
Philip Roth e Felipe Franco Munhoz

É formado em Comunicação Social pela Universidade Federal do Paraná. Em 2010, recebeu uma Bolsa Funarte de Criação Literária para escrever seu primeiro livro, Mentiras, inspirado na obra de Philip Roth. A convite da Philip Roth Society, participou, em 2013, das comemorações de 80 anos do escritor estadunidense, em Newark, nos Estados Unidos. Em 2014, fundou, junto com Lídia Ganhito, o site Antessala das Letras — uma plataforma que semanalmente publicava autores em início de carreira, referendados por autores consagrados. Em 2016, foi considerado, no jornal O Estado de S. Paulo, "um dos melhores talentos da nova geração de ficcionistas brasileiros". Mentiras, seu livro de estreia, foi publicado no dia do aniversário de 26 anos do autor. Desde então, Franco Munhoz vem participando de importantes eventos culturais como, por exemplo, City of Asylum’s LitFest, Festival Literário de Macau, Printemps Littéraire Brésilien, Balada Literária, Flup (em que, em 2017, fez uma leitura, com a atriz Natália Lage, da peça Identidades 15 minutos) e Cultura Inglesa Festival. Em 2016, publicou, junto com Carol Rodrigues e Marcelino Freire, entre fevereiro e março, uma sequência de ficções curtas diárias no jornal Ponto Final, de Macau. Publicou, em 2018, seu segundo livro, Identidades, novamente pela editora Nós. Identidades, uma reelaboração contemporânea e paulistana do mito fáustico, foi aclamado pela crítica, recebendo elogios em veículos como Folha de S.Paulo, O Estado de S. Paulo, Revista Cult, Revista Via Atlântica, Revista Blimunda e Estado de Minas. Em 2021, o jornal O Estado de S. Paulo anunciou que seu próximo livro, Lanternas ao nirvana, seria publicado pela editora Record. O texto Parêntesis, parte de Lanternas ao nirvana, publicado no jornal O Estado de S. Paulo, foi adaptado para curta-metragem, dirigido por Natália Lage, com trilha sonora de André Mehmari. Lanternas ao nirvana, seu terceiro livro, foi publicado em 2022. O quarto livro, Dissoluções (Record), e o quinto, A bússola adúltera (Ars et Vita), foram publicados em 2024. Guide to a Fall (University of Iowa), escrito em inglês e em colaboração com a autora Saudita Nada Alturki, foi publicado em 2025.

## Distinções e residências
- Santa Maddalena Foundation fellowship, Itália (2023)[37]
- IWP – International Writing Program, Fall Residency, EUA (2024) * Honorary Fellow in Writing[38]
- MacDowell fellowship, EUA (2025)[39]
- Ucross Foundation, EUA (2024)[40]
- Sangam House, Índia (2024)[41]
- Art Omi: Writers, EUA (2023)[42]
- Festival Artes Vertentes, Brasil (2023) – escritor residente[43]
- ABRALIC, Prêmio Boris Schnaiderman (2023) – menção honrosa para a tradução de O Cavaleiro de Bronze e outros poemas[44]
- Bolsa Funarte de Criação Literária (2010)[45]

## Obras publicadas

### Ficção
Em português:
- Mentiras (São Paulo: Nós, 2016)[46]
- Identidades (São Paulo: Nós, 2018)
- Lanternas ao nirvana (Rio de Janeiro: Record, 2022)
- Dissoluções (Rio de Janeiro: Record, 2024)[47]
- A bússola adúltera (Belo Horizonte: Ars et Vita, 2024)

Em inglês:
- Guide to a Fall (Iowa City: University of Iowa, 2025; em colaboração com Nada Alturki)[48]

### Tradução
- O Cavaleiro de Bronze e outros poemas, de Alexandre Pushkin (São Paulo: Kalinka, 2022)[49]

## Teatro
- Identidades 15 minutos (2017)[50]

## Participações em antologias
- No ringue de Hemingway, Livro dos Novos (Curitiba: Travessa dos Editores, 2013)[51]
- Berlin, Escrever Berlim (São Paulo: Nós, 2017)[52]